# Saint-Marcel (Quebec)
| Municipalité de Saint-Marcel  |                      |
| Saint-Marcel (Québec) 04.JPG  |                      |
| Coordenadas: 46°54' N 70°04'W |                      |
| Província                     | Quebec               |
| Região administrativa         | Chaudière-Appalaches |
| Incorporado em                | 30 de julho 1904     |
| Prefeito                      | Clément Bernier      |
|                               |                      |
| Área                          |                      |
| - Cidade                      | 178,8 km², 69 mi²    |
| Fuso horário                  | UTC -5               |
| População (2006)              |                      |
| - Cidade                      | 529                  |
| - Densidade                   | 3 hab/km², 8 hab/mi² |

Saint-Marcel é um município canadense do Regionalidade Municipal de L'Islet, Quebec, localizado na região administrativa de Chaudière-Appalaches. Em sua área de pouco mais de cento e setenta e oito quilómetros quadrados, habitam cerca de quinhentas pessoas.

## História
Em 1865, criou-se o distrito de Arago, em homenagem ao astrônomo e político francês François Arago (1786-1853. Os irmãos Pelletier, da aldeia próxima de Saint-Cyrille, foram os primeiros ocupantes do lugar. Entre o rápido estabelecimento do setor incluiu uma missão estabelecida em 1882, que foi elevada civilmente em 1904 e canonicamente em 1924 como a paróquia de Saint-Marcel-de-l'Islet. O município de Saint-Marcel foi formado em 1956 sob o mesmo nome. Embora as razões exatas para a designação da primeira missão não sejam conhecidas, fontes indicam que ela provalvelmete foi nomeada em referência ao Papa Marcelo I, Papa entre 308-309, sob o governo do imperador romano Magêncio. Porque uma vez que alguns aldeões começaram a usar grandes chapéus de palha trançada, os habitantes receberam o apelido de Chapeaux de Paille(Chapéus de palha).
Entre 1981 e 2001, a população do município foi reduzida em 18%, afetados pela taxa de natalidade e o envelhecimento da população.

## Geografia
Saint-Marcel está localizado a 130 km de Quebec no sudeste de Chaudière-Appalaches, na "Côte-du-sud" no planalto dos Apalaches. Perto da fronteira Estados Unidos da América, encontra-se a meio caminho entre Sainte-Félicité e Sainte-Apolline-de-Patton. A paisagem é constituída de colinas e vales entre 250 e 450 metros de altitude. A hidrografia da região é altamente desenvolvida, existem vários rios e lagos, Saint-Marcel está no limite de duas bacias de drenagem para o rio São Lourenço, o grande rio Noire e Rocheuse, além dos lagos  Cayen, aux Canards, d'Apic, des Roches e Fontaine Claire. Além disso, o circuito de Motocross St-Marcel levou o título de circuito mais bonito em 2008 da Series SXQC Performance GP.

## Atividade Econômica
A agricultura e a acéricultura são as principais atividades do lugar, superando a exploração florestal, além da extração de pedras e areia. Há, junto ao Lago Apic, um local de férias incluindo uma trilha interpretativa da natureza. Além disso, a antiga casa paroquial foi transformada em uma pousada onde oferecem jantares finos e produtos locais.